# Serge Le Tendre

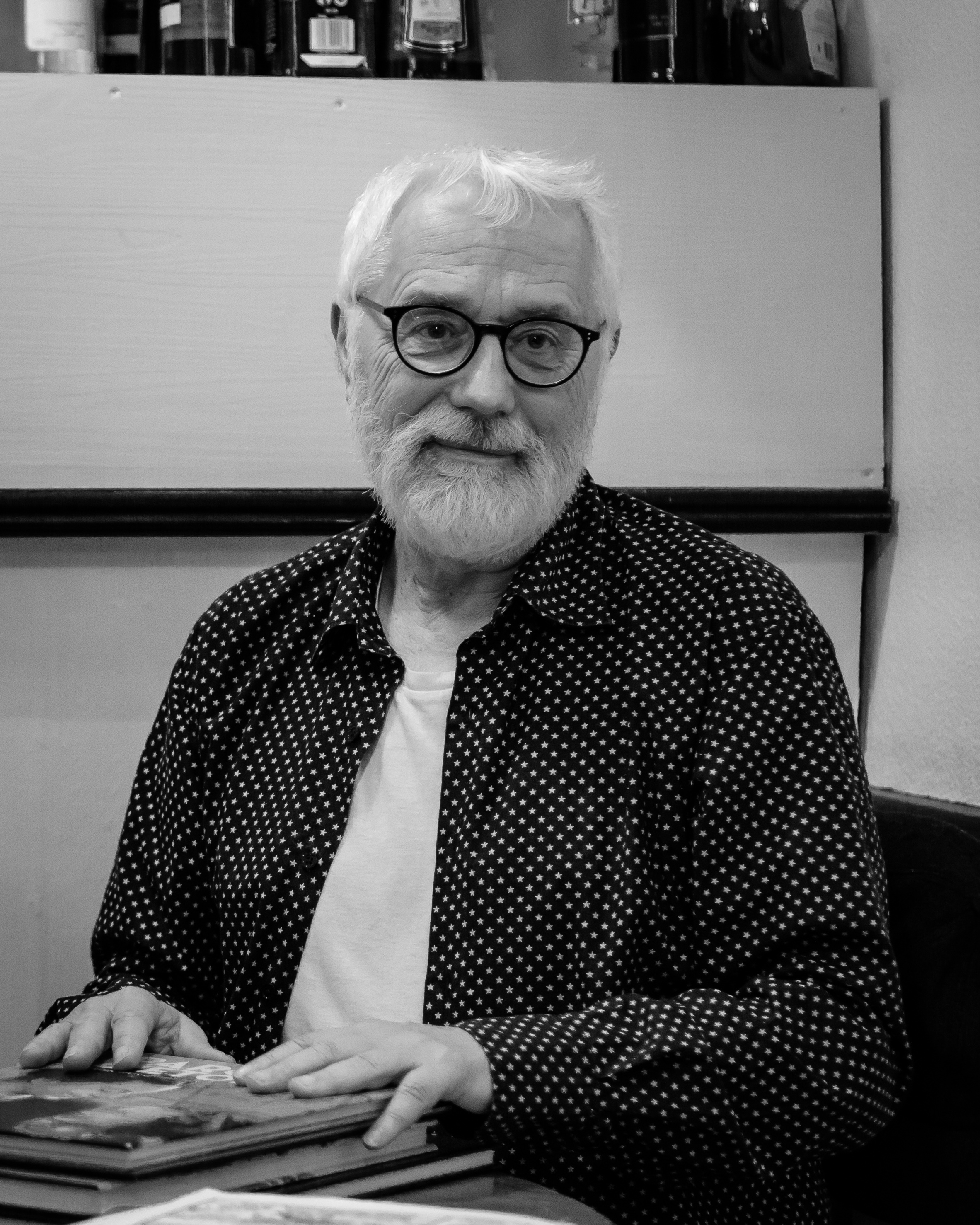
Serge Le Tendre

Serge Le Tendre (* 1. Dezember 1946 in Vincennes) ist ein französischer Comicautor und Texter. Bekannt wurde er in den 1980ern mit dem Fantasy-Comic Auf der Suche nach dem Vogel der Zeit, der von Régis Loisel gezeichnet wurde.

## Werdegang
Le Tendre beginnt Anfang der 1970er Jahre als Comiczeichner und besucht unter anderem eine Zeichenkurs bei Jean-Claude Mézières. Dieser überzeugt Le Tendre davon, dass seine wahre Berufung im Schreiben liege. 1975 entstehen ersten Szenario-Arbeiten in dem französischen Jugend-Magazin Pilote und dem früheren Comic-Heft Tousse Bourin. Ebenfalls 1975 werden im kurzlebigen Magazin Imagine einige Seiten der Serie Auf der Suche nach dem Vogel der Zeit (im Original La Quête de l'oiseau du temps) veröffentlicht, gezeichnet von Régis Loisel.
Als Le Tendre Anfang der 1980er bei der Dargaud-Talentsuche entdeckt wird, schlägt er einen Neubeginn der Geschichte vor. Die Entscheidung für den Zeichner fällt nach einigem Hin und Her schließlich wieder auf Loisel. Die Erstveröffentlichung im Magazin Charlie Mensuel wird ein überwältigender Erfolg. Der Verlag veröffentlicht die Geschichte in insgesamt vier Alben, die sich in hohen Auflagen verkaufen und Le Tendre zum bekannten Comicautor machen.
Anschließend arbeitet er unter anderem mit Rodolphe und Jean-Luc Serrano (Tai Dor), Joseph Béhé (Kunst und Liebe), Pierre Makyo und Alain Dodier (Jackie Kottwitz), Christian Rossi (Die Verwirrung des Julius Antoine; Tirésias), TaDuc (Takuan, Chinaman) sowie Stéphane Servain (L'Histoire de Siloë, noch nicht auf Deutsch erschienen).
Mit dem Zeichner Dominique Lidwin und Loisel als Co-Szenaristen startet Le Tendre 1997 einen zweiten Zyklus der Serie Auf der Suche nach dem Vogel der Zeit. In diesem Zyklus sind inzwischen drei Bände auf Französisch erschienen, auf Deutsch übersetzt sind der erste Band Javin, der zweite Das Buch der Götter und der dritte Grauwolf.